# Peloponez
 Ovo je glavno značenje pojma Peloponez. Za grčku periferiju (upravnu jedinicu) pogledajte Peleponez (periferija).
Peloponez (grčki: Pelopónnēsos = Pelopov otok) je poluotok u južnoj Grčkoj; najveći u Grčkoj (21.440 km²) s oko 1.100.000 stanovnika. Leži između Jonskog i Egejskog mora, a od grčkog kopna odvojen je zaljevima Pátrai i Korint, te umjetno prokopanim Korintskim kanalom.
Peloponez je uglavnom gorovit a najviši vrh mu je Tajget s 2404 m visine. Građen je uglavnom od vapnenca. Obala mu je dosta razvedena, a veći poluotoci su Mesenija i Argolida.
Na njemu je tradicionalno stočarstvo te uzgoj žitarica te uzgoj pamuka, duhana, vinove loze, voća i maslina. Dobro je razvijena cestovna i željeznička mreža putova.
Glavna naselja na Peloponezu su: Pátrai (Patras), Kórinthos (Korint), Kalámai, Arg, Tripolis i Pirg(os).

## Povijest
Peloponez je dobio ime po mitskom kralju Pelopu čiji je život, kao i život njegovih potomaka, bio čest motiv grčkih tragičara. 
U 2. tisućljeću prije Krista na Peloponezu se razvila Mikenska civilizacija. U grčkom klasičnom dobu dominacija je Sparte koja je dugo vremena bila glavni protivnik Atene. U vrijeme bizantske vlasti brojna ratnička plemena su pustošila ovaj poluotok. Od 15. do 19. st. bio je pod otomanskom vlašću.

## Vanjske poveznice
|  | Zajednički poslužitelj ima još gradiva o temi Peloponez |